# Airbus A300-600ST Beluga
L'Airbus A300-600ST Super Transporter, più noto come Beluga, è un bimotore a getto da trasporto prodotto dal consorzio europeo Airbus dalla fine degli anni novanta.
Versione modificata del più famoso aereo di linea A300, venne realizzato per poter effettuare il trasporto aereo di carichi estremamente voluminosi.
Nel 2014 è stato presentato il programma del nuovo Airbus Beluga XL, il cui assemblaggio è iniziato nel 2015, e l'entrata in servizio è stata a gennaio 2020.

## Storia del progetto
Il primo nome ufficiale "Super Transporter" fu presto rimpiazzato dal nome attuale "Beluga", poiché la parte frontale dell'aereo rassomiglia infatti alla protuberanza distintiva sulla testa del cetaceo omonimo.
L'Airbus ha sviluppato una flotta di 5 Beluga per poter trasportare parti complete di aerei dai vari stabilimenti alle linee di assemblaggio finale di Tolosa o Amburgo, rimpiazzando il vecchio Super Guppy. I Beluga sono spesso affittati da altri enti e aziende per trasporti ingombranti. Per esempio, nel 2006, gli A300-600ST sono stati utilizzati per trasportare dall'Egitto all'Europa tre antiche statue, mentre la NASA ne ha fatto uso per portare a Cape Canaveral il modulo spaziale Raffaello costruito a Torino.
La caratteristica principale dell'A300-600ST è la dimensione del suo ponte di carico: lungo 37,7 m e con una sezione cilindrica di 7,1 m di diametro, è il più grande attualmente disponibile.
L'accesso al ponte di carico avviene frontalmente ed è garantito da un portellone situato sopra la cabina di pilotaggio che, non essendo sull'asse dell'aereo come nelle usuali configurazioni, non interferisce con le operazioni di carico.

## Impiego operativo

### Esemplari
| Reg. | Modello             | MSN | Operatore                      | In servizio dal | Stato     | Test Reg. |
| --- | ------------------- | --- | ------------------------------ | --------------- | --------- | --------- |
| F-GSTA | Airbus A300B4-608ST | 655 | Airbus Transport International | 25-10-1995      | Operativo | F-WAST    |
| F-GSTB | Airbus A300B4-608ST | 751 | Airbus Transport International | 22-04-1996      | Operativo | F-WSTB    |
| F-GSTC | Airbus A300B4-608ST | 765 | Airbus Transport International | 07-05-1997      | Operativo | F-WSTC    |
| F-GSTD | Airbus A300B4-608ST | 776 | Airbus Transport International | 18-12-1998      | Operativo | F-WSTD    |
| F-GSTF | Airbus A300B4-608ST | 796 | Airbus Transport International | 05-01-2001      | Operativo |           |
| fonti: airfleets.net. • planespotters.net. URL consultato il 24 maggio 2018 (archiviato dall'url originale il 28 febbraio 2011). |                     |     |                                |                 |           |           |

## Dati tecnici
| Dati                                    | A300-600ST Beluga       |
| --------------------------------------- | ----------------------- |
| Codice ICAO                             | A3ST                    |
| Codice IATA                             | ABB                     |
| Equipaggio in cabina di pilotaggio      | 2 piloti                |
| Lunghezza totale                        | 56,15 m                 |
| Lunghezza cabina                        | 37,70 m                 |
| Diametro cabina                         | 5,28 m                  |
| Diametro fusoliera                      | 7,31 m                  |
| Apertura alare                          | 44,84 m                 |
| Superficie alare                        | 122,4 m²                |
| Freccia alare                           | 28°                     |
| Altezza totale                          | 17,24 m                 |
| Passo                                   | 11,05 m                 |
| Peso operativo a vuoto (OEW)            | 86 500 kg               |
| Peso massimo senza carburante (MZFW)    | 133 500 kg              |
| Peso massimo durante il rullaggio (MTW) | 155 500 kg              |
| Peso massimo al decollo (MTOW)          | 155 000 kg              |
| Peso massimo all'atterraggio (MLW)      | 144 000 kg              |
| Carico utile massimo                    | 47 000 kg               |
| Capacità cargo                          | 1 500,0 m³              |
| Capacità massima carburante             | 23 860 L                |
| Velocità di crociera                    | 0,70 Mach 864,36 km/h   |
| Velocità massima                        | 0,82 Mach 1 012,54 km/h |
| Autonomia                               | 2 501 nmi 4 632 km      |
| Quota di tangenza                       | 35 000 ft (10 668 m)    |
| Motori (x2)                             | GE CF6-80C2A8           |
| Spinta (x2)                             | 214-257 kN              |

## Galleria d'immagini

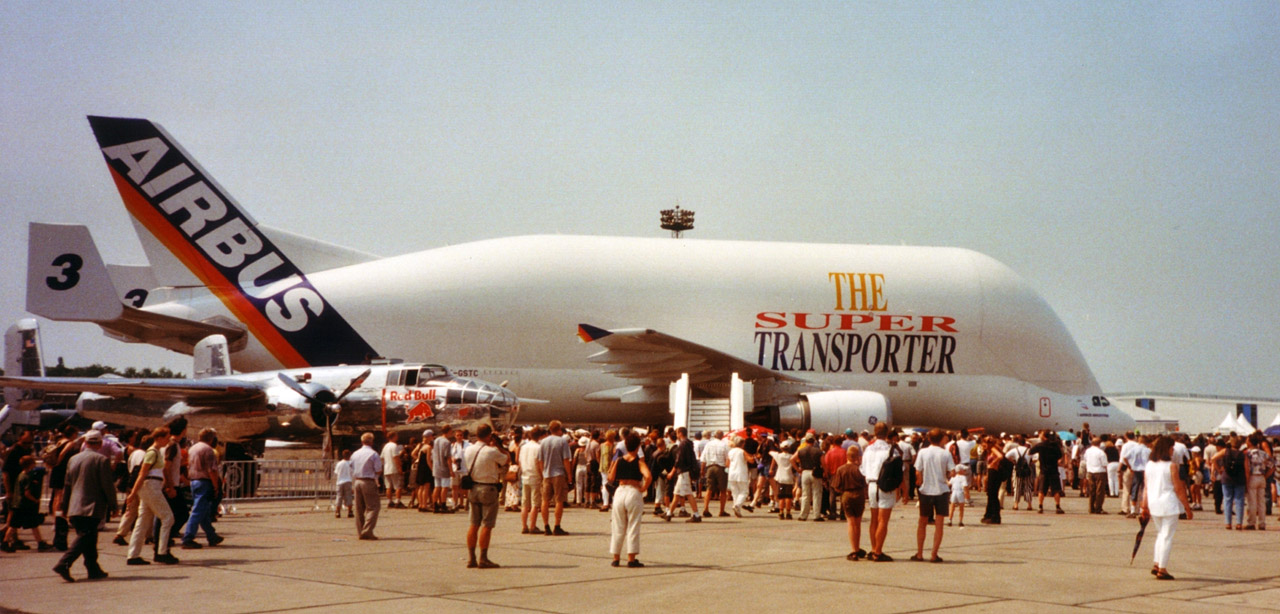
Un Beluga con la vecchia livrea nel 2000
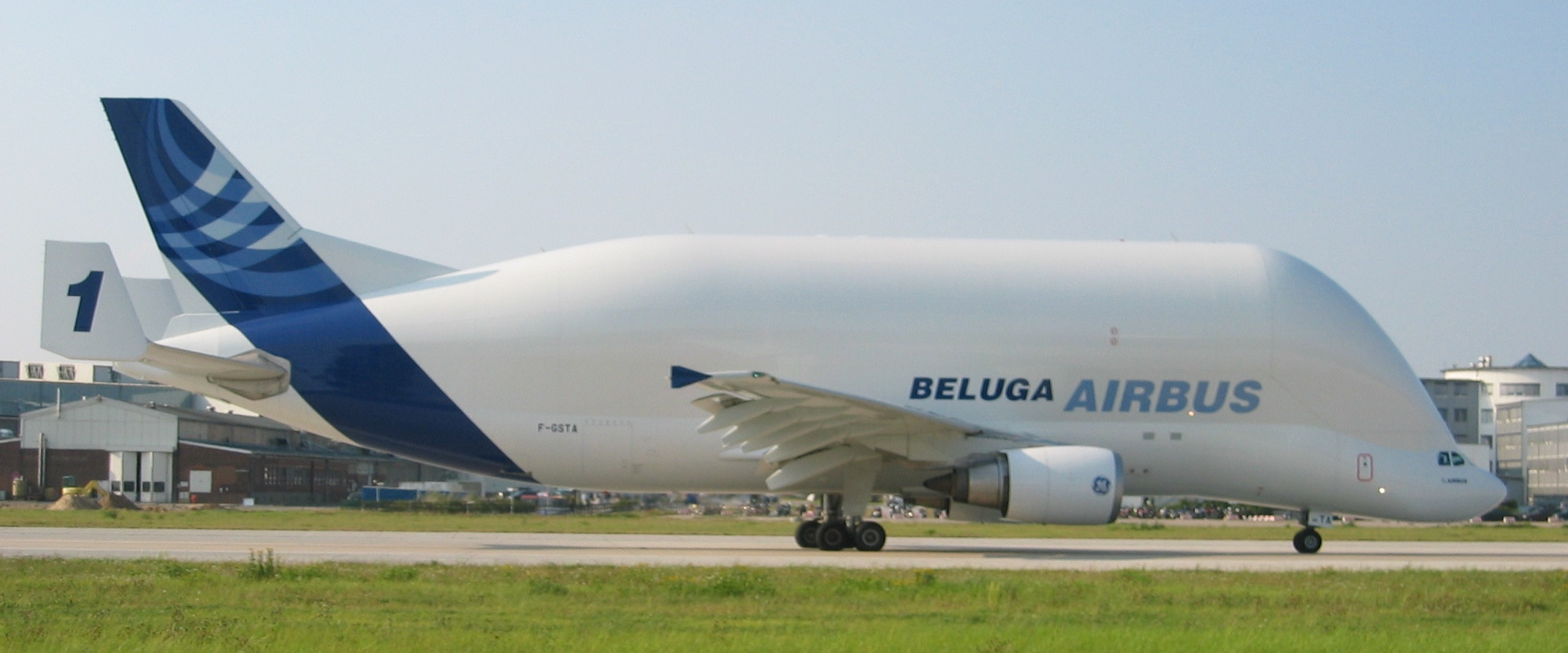
Un Beluga con la nuova livrea nel 2005
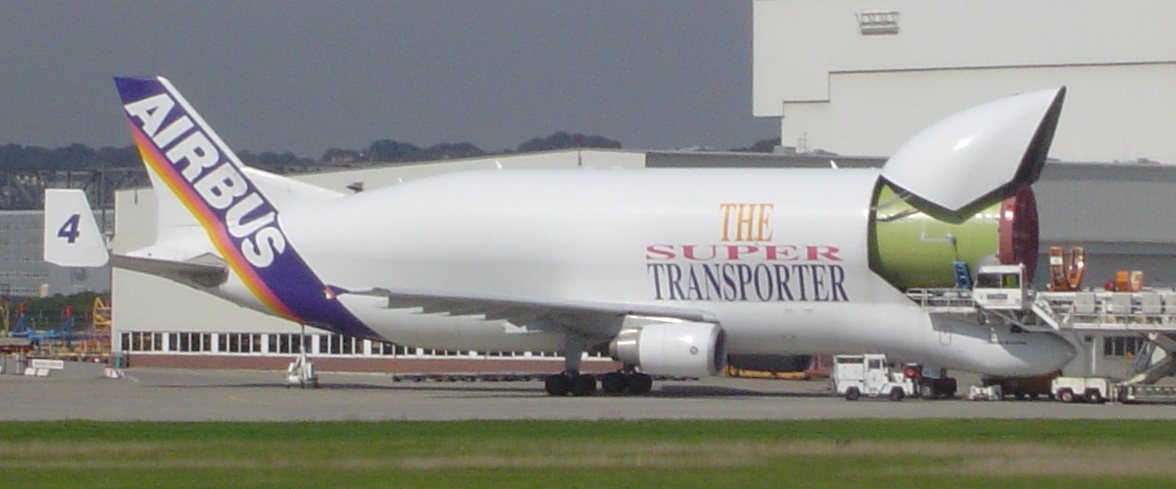
Beluga in fase di carico
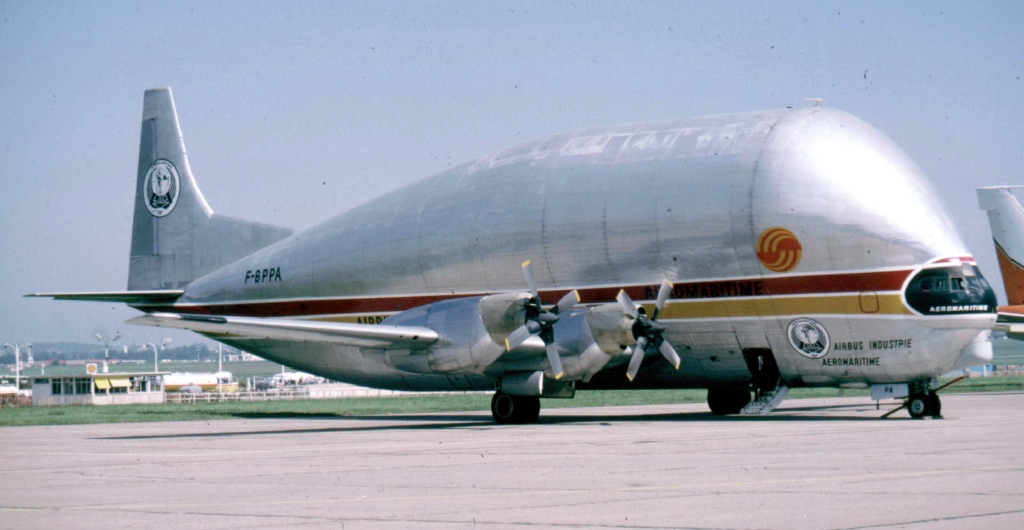
Il Super Guppy F-BPPA utilizzato dalla Airbus